# 平田敏夫
平田 敏夫（ひらた としお、1938年2月16日 - 2014年8月25日）は、日本のアニメーター、アニメーション演出家、アニメ監督、映画監督である。ニックネームはポンさん。

## 経歴
山形県天童市に生まれる。武蔵野美術大学卒業の1960年、東映動画（現：東映アニメーション）に入社。東映動画時代は、森康二の班に配属されてアニメーター（原画マン・動画マン）として、同社の『わんぱく王子の大蛇退治』などの作画を担当した。4年間の動画マン生活の後、東映動画のテレビアニメ『狼少年ケン』で原画デビューし、虫プロへ移籍。虫プロではアニメーターとして原画を描いていたが、『鉄腕アトム』で演出家デビューした。演出については山本暎一から学ぶ。
『ジャングル大帝』などを経て虫プロをやめた後は銀座のコマーシャル会社ジャガードにアニメーターとして在籍。最先端の実験的なアニメーションに挑戦し、レナウンなどのテレビCMを手掛けた。
再びストーリーのあるものをやりたくなったことから、ジャガードからズイヨー映像、グループタック、1974年サンリオへ移籍する。同社でくるみ割り人形に参加した他、1981年のサンリオアニメ映画ユニコで監督デビューした。80年代半ばからはマッドハウスを主な拠点とする。
1985年の『ボビーに首ったけ』は片岡義男作品の中から平田自身が選んだ原作を角川映画でアニメ映画かしたもの。CMで覚えたテクニック集であり、最初から最後まで好き勝手に作った数少ない作品と語っている。
その後それまでの人脈を生かし、フリーの演出家として数々の作品に携わった。最後の作品は『ふるさと再生 日本の昔ばなし』
2014年8月25日、76歳没。

## 参加作品

### テレビアニメ
- 鉄腕アトム（1964年、原画）
- 新宝島（1965年、原画）
- ジャングル大帝（1965年、演出）
- ジャングル大帝 進めレオ!（1966年、演出）
- 悟空の大冒険（1967年、脚本・演出）
- わんぱく探偵団（1968年、演出）
- あしたのジョー（1970年、演出）
- 国松さまのお通りだい（1971年、演出）
- 新オバケのQ太郎（1971年、コンテ）
- 新ムーミン（1972年、演出）
- 赤胴鈴之助（1972年、コンテ）
- 山ねずみロッキーチャック（1973年、演出）
- まんが世界昔ばなし（1976年-1979年、演出）※「平岡敏之」「千葉すみこ」名義
- ジェッターマルス（1977年、演出）※「千葉すみこ」名義
- 小さな恋のものがたり チッチとサリー初恋の四季（1984年、監督）
- 夏服の少女たち　ヒロシマ・昭和20年8月6日（1988年、アニメーション演出）
- EASY COOKING ANIMATION セイシュンの食卓（1989年、監督）
- ジャングル大帝（1989年、演出）
- YAWARA!（1990年、絵コンテ・演出）
- えくぼおうじ（ひらけ！ポンキッキ内）（1991〜92年、監督）
- ヒロシマに一番電車が走った　300通の被爆体験手帳から（1993年、アニメーション演出）
- あずきちゃん（1995年、エピローグイラスト）※ノンクレジット
- MASTERキートン（1998年、絵コンテ）
- Petshop of Horrors（1999年、監督)
- 炎の蜃気楼（2002年、監修・絵コンテ）
- 花田少年史（2002年、絵コンテ・OP絵コンテ・デザインワーク）
- SPACE PIRATE CAPTAIN HERLOCK（2003年、絵コンテ）
- アストロボーイ・鉄腕アトム（2003年、絵コンテ・演出）
- DEATH NOTE（2006年、絵コンテ）
- スティッチ!（2008年、絵コンテ）
- あにゃまる探偵 キルミンずぅ（2009年、OP絵コンテ）
- スティッチ! いたずらエイリアンの大冒険（2009年、絵コンテ・OP&ED絵コンテ）
- ブレイド（2011年、絵コンテ）
- ふるさと再生 日本の昔ばなし（2012年〜2014年、キャラクターデザイン・絵コンテ・演出・原画・動画・仕上げ・色彩設定・背景）
- ダイヤのA（2013年、ED絵コンテ・演出・原画）

### OVA
- 火の鳥 ヤマト編（1987年、監督）
- 宮沢賢治作品集 どんぐりと山猫（1988年、監督）
- 江口寿史のなんとかなるでショ!（1990年、絵コンテ・演出）
- アニメ交響詩 ジャングル大帝（1991年、監督）
- BRONZE KOJI NANJO cathexis（1994年、絵コンテ）
- 水木しげるの妖怪画談（1994年、監督）
- いちご100%（2005年、ED絵コンテ・演出・作画）

### 劇場アニメ
- わんぱく王子の大蛇退治（1963年、原動画）
- ジャングル大帝（1966年、演出）
- くるみ割り人形（1979年、設定協力）
- ユニコ（1981年、監督）
- はだしのゲン（1983年、演出協力）
- ボビーに首ったけ（1985年、監督）
- 時空の旅人（1986年、絵コンテ）
- はだしのゲン2（1986年、監督）
- グリム童話 金の鳥（1987年、監督）
- ほえろブンブン（1987年、監督）
- ゴキブリたちの黄昏（1987年、アニメーション監督）
- はれときどきぶた（1988年、監督）
- 海だ!船出だ!にこにこぷん（1990年、監督）
- お星さまのレール（1993年、監督）
- カッパの三平（1993年、監督）
- アンネの日記（1995年、絵コンテ・演出）
- あずきちゃん（1995年、エピローグイラスト）
- ジャングル大帝（1997年、絵コンテ）
- アレクサンダー戦記（2000年、ストーリーボード）
- メトロポリス（2001年、原画）
- 時をかける少女（2006年、作中に登場する架空の絵画「白梅ニ椿菊図」を描いている）
- 大切な仲間たち　ねずみ物語ジョージとジェラルドの冒険（2007年、キャラクター設定）
- よなよなペンギン（2009年、設定協力・2Dアニメーション）